# سوچیتسا
سوچیتسا (به صربی: Sočica) یک منطقهٔ مسکونی در صربستان است که در Vršac municipality واقع شده‌است. سوچیتسا ۱۲۴ نفر جمعیت دارد و ۱۵۴ متر بالاتر از سطح دریا واقع شده‌است.